# Sörhausen
Sörhausen (plattdeutsch: Seruusen) gehört zum Ortsteil Ristedt der Stadt Syke im niedersächsischen Landkreis Diepholz im Naturpark Wildeshauser Geest. Bis 1974 war Sörhausen ein Teil der bis dahin selbstständigen Gemeinde Ristedt – seitdem gehört es zur Stadt Syke.
Sörhausen liegt in 1 km Entfernung südlich von Ristedt zwischen der Kreisstraße 113 und dem Waldgebiet Hülsenberg, das größtenteils zum Bassumer Ortsteil Nordwohlde gehört.
Sörhausen ist eine Siedlung, in der noch einige Bauernhöfe existieren. Der Ort wurde zum ersten Mal im Jahr 1404 urkundlich erwähnt. Er gehört zusammen mit Ristedt zum Kirchspiel Barrien. 1979 wurde auf dem Dorfplatz im Ort ein Findling mit der Aufschrift „Sörhausen“ platziert, um den Ortsnamen nicht in Vergessenheit geraten zu lassen.
Sörhausen liegt am Jakobsweg in Norddeutschland, genauer an der Teilstrecke zwischen Bremen und Osnabrück. Für den näheren Bereich verläuft die Route über Barrien, den Hohen Berg in Leerßen, Sörhausen, Fesenfeld, Gräfinghausen, Klosterseelte und Dünsen nach Harpstedt.
Beim Kriegerdenkmal in Ristedt steht auf einer Seite des Denkmals der Text: IN TREUE FEST // DEN TOTEN HELDEN // RISTEDT SOERHAUSEN. Bei den Namen der 23 Gefallenen und 3 Vermissten aus dem Ersten Weltkrieg und den Namen der 38 Gefallenen und 26 Vermissten aus dem Zweiten Weltkrieg ist aber nicht jeweils vermerkt, wer und wie viele von ihnen aus Sörhausen kamen.